# مارغريت ماكنتاير
مارغريت ماكنتاير (بالإنجليزية: Marguerite MacIntyre)‏ (من مواليد 11 مايو 1965) هي ممثلة أميركية.
أدت مسرحيتها الأولى في السادسة عشرة من العمر، وظهرت في مسرحيات عديدة كفهرنهايت 451.

## وصلات خارجية
- مارغريت ماكانتير على موقع IMDb (الإنجليزية)
- مارغريت ماكانتير على موقع ألو سيني (الفرنسية)
- مارغريت ماكانتير على موقع أول موفي (الإنجليزية)
- مارغريت ماكانتير على موقع قاعدة بيانات برودواي على الإنترنت (الإنجليزية)
- مارغريت ماكانتير على موقع قاعدة بيانات الفيلم (الإنجليزية)
- مارغريت ماكانتير على موقع كينوبويسك (الروسية)